# ماسیلون (اوهایو)
ماسیلون(به انگلیسی: Massillon) شهری در ایالت اوهایو کشور ایالات متحده آمریکا است که جمعیت آن در سرشماری سال ۲۰۱۰ میلادی، ۳۲٬۱۴۹ نفر بوده‌است.